# Liste des inventions de Gaston Lagaffe
Pour un article plus général, voir Gaston Lagaffe.
Vous pouvez aider à l'améliorer ou bien discuter des problèmes sur sa page de discussion.
- Il peut contenir un travail inédit ou des déclarations non vérifiées. Vous pouvez l’améliorer en ajoutant des références. (Marqué depuis mars 2025)

Vous pouvez aider à l'améliorer ou bien discuter des problèmes sur sa page de discussion.
- Il ne cite pas suffisamment ses sources. Vous pouvez indiquer les passages à sourcer avec {{référence nécessaire}} ou {{Référence souhaitée}}, et inclure les références utiles en les liant aux notes de bas de page. (Marqué depuis mars 2025)
- Il contient une ou plusieurs listes. Le texte gagnerait à être rédigé sous la forme d’un ou plusieurs paragraphes synthétiques, afin d’être plus agréable à lire. (Marqué depuis mars 2025)

- Archive Wikiwix
- Bing
- Cairn
- DuckDuckGo
- E. Universalis
- Gallica
- Google
- G. Books
- G. News
- G. Scholar
- Persée
- Qwant
- (zh) Baidu
- (ru) Yandex
- (wd) trouver des œuvres sur Wikidata

Le personnage de bande dessinée Gaston Lagaffe est extrêmement prolifique en ce qui concerne le bricolage, les inventions, la chimie, les innovations en tout genres, les objets détournés de leur usage normal…
Ci-dessous est dressée une liste des inventions de Gaston Lagaffe avec, si disponible, la référence du dessin ou de la planche dans laquelle l'invention apparaît.
En avril 2018, la Cité des sciences et de l'industrie présente une exposition avec sept inventions de Gaston Lagaffe.

## Inventions potentiellement utiles
- Alarm-clock-radio : sorte de radio-réveil fabriqué à l’aide de composants électroniques de récupération. Il cause un incendie au sixième étage (planche 655).
- Aspirateur de poche (planche promotionnelle Philips numéro 10).
- Ballon-allège sac à dos : un ballon gonflé d’hélium est relié au sac et allège ce dernier. Le sac s’envole lorsqu’on l’enlève (planche 414).
- Blaireau électrique : il est trop puissant, moyennant quoi il échappe à son utilisateur (planche promotionnelle Philips numéro 9).
- Briquet à gaz : il s’en sert à côté d’un bec de gaz et fait exploser une partie de la rédaction (première planche, non encore numérotée).
- Cafetière-camping à essence : elle s’élève comme une fusée au contact de la chaleur (planche 316).
- Canne télescopique pour transporter les valises (planche 531).
- Ceinture de sécurité : elle s’enroule autour des moyeux de roue arrière et étrangle les passagers (planche 664).
- Cendrier à système de vidage automatique : basé sur le système pneumatique de transport des documents. Il aspire bruyamment le cigare d'Aimé De Mesmaeker et les contrats signés (planche 533).
- Cerf-volant scientifique (planche 641).
- Chasse-neige adaptable aux voitures particulières : la neige est aspirée par l’avant et envahit l’habitacle (planche 551).
- Chauffage central pour moto : c’est une combinaison à circulation d’eau se branchant sur le radiateur. Quand on ne roule pas, on risque la surchauffe (planche 826).
- Chauffage pour oiseaux : ensemble de tuyaux monté sur le toit et branché sur le chauffage central. On peut voir Prunelle et Lebrac grelotter de froid (dessin unique).
- Chauffage pour voiture : basé sur une déviation de l'échappement, il émet tellement de fumée que Gaston ajoute à sa voiture une cheminée pour pouvoir l'évacuer (planche 712).
- Chaînes à neige : vraisemblablement en caoutchouc, elles éclatent rapidement (planche 550).
- Chenilles pour voitures : elles sont en bois et ne résistent pas au froid (planche 389).
- Coupe-cigare en forme de guillotine : il découpe le cigare d'Aimé De Mesmaeker en rondelles très rapidement (planche promotionnelle Philips numéro 7).
- Coussin de sécurité : au moindre choc, il envahit l’habitacle et étouffe ses occupants : « c'est plus propre ! » (planche 821)[2].
- Cuisinière automatique électrique : réveil relié à un réchaud qui fait sauter les fusibles quand il se déclenche (planche 502).
- Dispositif anti-cambrioleur : Bombe de peinture aspergeant les personnes passant par l’entrée principale, par exemple Aimé De Mesmaeker (planche 608).
- Dispositif anti-courant d’air : quand on ouvre une porte, toutes les autres portes de la rédaction se ferment (planche 504).
- Dispositif anti-fumée pour voiture : ajouté au moteur, il en change le fonctionnement pour réduire les émissions de fumée. Il fait cependant exploser le moteur qui émet par conséquent une importante quantité de fumée (planche 447).
- Dispositif automatique d’ouverture des portes : il fonctionne à l’aide de cellules photoélectriques, mais Gaston entre en collision avec la porte qui s'ouvre dans sa direction (planche 162).
- Dispositif automatique d’ouverture des portes : il fonctionne à l’aide de cellules photoélectriques, et les portes sont coulissantes pour que l'on ne rentre pas en collision avec (planche 705).
- Déambulateur anti-verglas : une marchette à roulettes afin de ne pas glisser en cas de verglas (planche 10).
- Épouvantail électrique à klaxon : les fils électriques sont mal faits et le Père Gustave s'électrise en y touchant (planche 535).
- Escalier roulant : il a envoyé Aimé De Mesmaeker à l'hôpital à cause de sa vitesse (mentionné par Gaston sur un dessin unique).
- Espadrilles anti-verglas : elles sont équipées d’une résistance incrustée dans la semelle et le verglas fond avant même d’avoir mis le pied par terre (planche promotionnelle Philips numéro 14).
- Éventail à moteur : il se fixe au poignet et si l’on en met deux, on peut s’envoler (planche promotionnelle Philips numéro 6).
- Fauteuil-relax à réglage pousse-bouton automatique : il fonctionne très bien, c'est juste Fantasio qui appuie sur le bouton de repli quand il est assis dessus (planche 344).
- Fer à repasser téléguidé : il y a tellement de pression qu’il s’envole (planche 899).
- Flash pour appareil photo : cinq fois plus puissant que les « bidules du commerce », il a pour effet de brûler les sujets photographiés, par exemple Aimé De Mesmaeker, ainsi que tout objet inflammable, par exemple des contrats signés (planche 399).
- Fusée : elle se déclenche par accident alors qu'elle est sur le toit de la voiture de Gaston et traverse un poste de frontière à toute vitesse (planche 508).
- Fusée miniature : elle doit atterrir dans le jardin de son ami Georges et brûle Fantasio (planche 83).
- Fusée : une fois construite, des représentants de l’US Air Force, de l’armée et de la marine américaine viennent la voir (planche 9).
- Gazogène : c’est « un machin pour faire rouler les voitures au charbon ». Gaston le construit avec l’aide de Jules. Il permet également de cuire des aliments mais lorsqu'il explose, il propulse la voiture à une vitesse très élevée (planches 805, 807 et 809).
- Gazogène à essence (planche 805).
- Groupe électrogène : fait à partir d’un pédalier de machine à coudre et d'une vieille dynamo (planche 638)[1].
- Installation anti-cambrioleur : le cambrioleur (Freddy-les-doigts-de-fée en l’occurrence) est en fait emberlificoté dans les fils électriques (planche 816).
- Machine automatique à peindre les murs : construite à partir d’un arroseur à gazon. Repeint aussi les personnes présentes telles que Fantasio (planche 376).
- Machine à boucher les bouteilles de vin : il faut s'écarter de la machine lorsqu'elle est en marche, car l'on risque d'être assommé par un grand coup de marteau (planches 330 et 342).
- Machine à cirer les chaussures : deux brosses contra-rotatives lustrent les chaussures de toute personne se présentant devant l'engin. Il faut remonter le bas de son pantalon sinon il est aspiré par les brosses, comme Aimé De Mesmaeker en fait l'expérience (planche 397).
- Machine à faire les lacets : construite sur la base de la machine à faire les nœuds de cravate. Elle attache les deux souliers de Fantasio ensemble (planche 140).
- Machine à faire les nœuds de cravate : Fantasio la prend pour une machine à lui tordre le cou, car elle l'étrangle (planche 139).
- Machine à faire les nœuds des œufs de Pâques : construite sur la base de la machine à faire les nœuds de cravate, les lacets et à ouvrir les portes (dessin unique).
- Machine à ouvrir les portes : construite sur la base de la machine à faire les nœuds de cravate et les lacets. Elle est trop rapide et claque la porte sur Fantasio. (planche 142).
- Machine à repasser : la quantité de vapeur est difficile à régler et celle-ci envahit toute la rédaction (planche 490).
- Machine à séparer l’encre du papier. Des contrats enfin signés en font les frais (planche non numérotée).
- Machine à « utiliser l’énergie des mille gestes machinaux » : dispositif permettant, en ouvrant une porte, de presser deux oranges, de moudre 25 grammes de café et d’imprimer un portrait de Gaston (planche 554).
- Monorail : wagonnet suspendu à un rail au plafond et permettant de transporter de menus objets. Très bruyant dans sa première version, il a été rendu silencieux, pour supprimer « son seul défaut ». Pourtant, une fois lancé de toutes ses forces, il blesse à la tête les membres de la Rédaction qui ne l'entendent pas venir (planches 667 et 668).
- Monorail « poussé à la perfection » : monorail renforcé afin qu’une personne puisse s’y asseoir (planche 669).
- Moteur électrique multi-fonctions : permet de cuisiner divers aliments, ainsi que de servir de sèche-cheveux (planche 189).
- Moteur à paperasse : rempli par Gaston avec toute la paperasse qu’il reçoit (planche non numérotée, réalisée pour le 150e anniversaire de la Belgique).
- Moteur à pile électrique : lorsqu’il explose, les fumées émises ne sont pas des fumées d’essence, c’est moins nocif (planche 644).
- Pardessus à chauffage central : ensemble de tuyaux circulant autour du corps dans lequel on met de l’eau bouillante (planche 380).
- Perceuse miniature (planche promotionnelle Philips numéro 3)[3].
- Pistolet à peinture : la pression est tellement forte que le pistolet échappe des mains de son propriétaire et repeint une partie de la rue (planche 443).
- Place de parking dans un arbre : Gaston a monté une machinerie dans le feuillage d’un arbre, lui permettant à l’aide d’une chaîne d’y faire monter sa voiture (planche 486).
- Porte s’ouvrant sans les mains : les charnières se trouvent au sol, il faut donc marcher sur la porte pour l’ouvrir et un ressort assure le retour à la position initiale (planches 171, 181 et 185).
- Portemanteau « à la Picasso » : construit sur la base de la machine à faire les nœuds de cravate, les lacets, à ouvrir les portes, à faire les nœuds des œufs de Pâques et le robot qui marche. Quand Aimé De Mesmaeker le branche, ses affaires sont réduites en charpie.
- Poubelle à pédale « d’une conception entièrement nouvelle » : lorsqu’on l’ouvre, les déchets sont projetés hors de la poubelle (planche 784).
- Poubelle télécommandée (planche 909).
- Robot qui roule (et qui vole) : construit sur la base de la machine à faire les nœuds de cravate, les lacets, à ouvrir les portes et à faire les nœuds des œufs de Pâques. Il peut se déplacer avec des roues motorisées et fait pencher Fantasio sur un flacon d'encre, et celui-ci se retrouve taché.
- Rotor (voiture éolienne) : il est censé reconvertir la vitesse de sa voiture en énergie et arrache le toit si la voiture roule trop vite (planche 863)[1].
- Sapin de Noël rotatif : tourne au cours du temps pour montrer toutes ses décorations. Tourne tellement vite qu’il éjecte les décorations (planche 385).
- Side-car pour voiture (planche 373).
- Siège éjectable pour voiture de sport (planche 325).
- Siège-élévateur de bibliothèque : on peut monter le siège le long d’une tige à crémaillère à l’aide d’une pédale. Elle n'est cependant pas assez solide pour supporter les poids cumulés de Gaston et de tous les gros dictionnaires (planche 495).
- Souris électrique pour occuper le chat (planche promotionnelle Philips numéro 8).
- Système anti hold-up : des billes d’acier recouvrent le sol sur dix centimètres d’épaisseur, mais rien n'est prévu pour les ramasser (planche 895).
- Système anti-incendie : il s’enclenche automatiquement lorsqu’il est soumis à une forte chaleur, comme le cigare allumé d’Aimé De Maesmaker (planche 828).
- Système automatique d’ouverture des tiroirs (planches 26 et 27).
- Système de classement des dossiers utilisant le plafond : ceux-ci y sont reliés par des élastiques et le tout s’emmêle à chaque fois que l’on lâche le dossier que l’on vient de consulter (planche 326).
- Système de motorisation des voitures au gaz : les bonbonnes de gaz placées sur le toit explosent à l’allumage. Deux d'entre elles touchent un car de police qui se trouvait non loin (planche 796).
- Système de transport de personnes à double-sens sur siège individuel : basé sur le monorail « poussé à la perfection », il ne permet pas le croisement de personnes si l'une d'elles transporte des objets encombrants (planche 767).
- Système pneumatique de transmission des documents : Gaston a ajouté un sifflet à chaque tuyau et « pour savoir s’il y a un message dans le tuyau, c’est simple, il le bouche et le bruit s’arrête » (texte).
- Système pneumatique de transport des documents : une partie tombe sur la tête de Prunelle et Aimé De Mesmaeker reçoit la capsule avec les contrats dans la figure (planche 518).
- Système pour ne plus perdre les gommes : la gomme est reliée au plafond par un élastique de jokari. Quand on la lâche, elle se balance et est impossible à rattraper (planche 792).
- Table de camping : un bouton placé en son centre permet de la replier de façon rapide. La force avec laquelle les pieds se replient sous la table a pour effet d'éjecter violemment tout ce qui se trouve dessus. Cela rend toutefois le débarrassage beaucoup plus rapide (planche 416).
- Table sans pieds : elle est fixée au plafond par une tige et un écrou qui dépassent sur le plancher de l’étage supérieur. Fait cependant trébucher les occupants de l'étage supérieur (planche 338).
- Valise anti-hold-up : elle asperge l’éventuel voleur de peinture, le frappe avec un gant de boxe, fait du bruit, lance des fusées… (planche 488).
- Ventilateur en forme de Flagada : il est trop puissant et s’envole (planche 718).
- Ventilateur en forme de moulin : il est trop puissant et s’envole (planche promotionnelle Philips numéro 4).
- Vélo pliable : se replie dès que l’on accroche le levier avec le pied (planche 629).
- Vélo à piles (planche promotionnelle Philips numéro 14).
- Voiture à piles (dessin unique promotionnel Philips) [2].

## Sciences

### Chimie
- Savon pour lessive : celui-ci est tellement corrosif qu’il fait fondre les tissus (planche 198).
- Insecticide : il est tellement puissant qu’il assomme un cheval (planche 202).
- Filtre à cigarette : celui-ci produit une multitude de feux d’artifice au contact du feu. Un marchand de farces et attrapes veut acheter le brevet (planche 308).
- Carburant en poudre pour fusée : Gaston en disperse à travers le bureau, ce qui provoque l'incendie des contrats (planche 310).
- Carburant en poudre pour fusée : quand une cigarette tombe dessus, le mobilier du bureau forme une fresque au mur (planche non numérotée).
- Poudre qui éloigne les moustiques : celle-ci produit des flammes de toutes les couleurs et attire une multitude de moustiques (planche 415).
- Produit à faire pleuvoir : il est placé dans la tête d’une fusée (elle aussi fabriquée par Gaston). On ne saura jamais si le produit est efficace : la fusée s’écrase sur le vase d’expansion du chauffage central, et le bureau de Fantasio est inondé (planche 419).
- Gaz somnifère : il est produit involontairement à l’aide de la boite de jeu « le petit chimiste » (planche 427).
- Savon-miracle qui adoucit la peau : une goutte tombe sur le crâne d'Aimé De Mesmaeker et brûle celui-ci (planche 428).
- Produit explosif : on ne sait pas ce qui s’est passé, mais Gaston a fait exploser un mur laissant apparaître le bureau de MM Ducran-Lapoigne (planche 430).
- Produit à faire neiger (même principe sans doute que le produit à faire pleuvoir) : il est placé dans la tête d’une fusée. On ne saura jamais si le produit est efficace : la fusée entre en collision avec l’avion privé d'Aimé De Mesmaeker (planche 437).
- Préparation pour sapin : mélange de colle et d’aiguilles de sapin projeté sur le branchage de celui-ci. L’arbre sert ainsi plusieurs années. Il se retourne contre Gaston, mais le problème sera résolu grâce au Gaffophone. (planches 496, 497 et 498).
- Peinture à séchage ultra-rapide pour revêtement de sol : elle fait fondre le revêtement et détruit le plancher (planche 509).
- Gaz hilarant : il est produit involontairement à l’aide de la boite de jeu « le petit chimiste » (planche 516).
- Cire « qui ne glisse pas » sur laquelle il est impossible de marcher, tellement elle glisse (planche 522).
- Cire pour sols plastiques, les faisant fondre avant de les solidifier : tant que le sol n'est pas sec, il ne faut pas marcher dessus, sinon on est collé puis statufié (planche 585).
- Additif pour essence : tous ceux qui entrent en contact avec l'échappement violet de la voiture de Gaston deviennent tous violets. Prunelle, Lebrac, Longtarin et un chauffeur de taxi en seront victimes (planches 620, 621 et 622)[2].
- Alcootest en forme de cigarette : explosif au contact du feu (planche 658).
- Savon « aux propriétés curieuses » : lorsque l’on fait des bulles de ce savon avec un instrument à vent, le son est emprisonné et s’échappe quand la bulle explose (planche 670).
- « Produit de son invention à vaporiser dans le carburateur » afin de le décrasser : elle provoque une montée en puissance de l'échappement (planche 714).
- Cire qui ne glisse pas : une fois que l’on a mis le pied dessus on ne peut plus le décoller (texte) [4].
- Savon : produit une mousse surabondante (planche 698)[3].
- « Technique révolutionnaire de ramonage » à base de fusées contenant un produit de sa composition : elles abattent un avion et on les prend pour des missiles Sol-Air (planche 690).
- Carburant : à l’échappement, ceux-ci produisent une quantité impressionnante de feux d’artifice (dessin unique).
- Boisson rafraîchissante parfaite : sa composition est inconnue mais elle provoque un malaise instantané (planche de publicité pour la marque Orange-piedbœuf numéro PB1).
- Expérience « qui sent mauvais, que Prunelle avait interdite et qui pourrait bien faire sauter tout l’étage » : elle fait en effet exploser l’ascenseur et les escaliers si bien qu’il faut appeler les pompiers pour descendre par la fenêtre (planche 770).
- Expérience menée à l’aide de deux ouvriers qui fait sauter tout l’étage (planche 790).
- Vaporisateur de déodorisant : fait fondre un fauteuil en forme de hamburger (texte).
- Antigel : fait sortir plein de bulles de la voiture de Gaston (planche 912, inachevée).
- Additif pour essence : basé sur l'antigel, fait sortir plein de bulles d'essence de la voiture de Gaston (planche 912, inachevée).
- Cire pour parquet qui brille sans glisser : elle est tellement corrosive qu'elle fait fondre le sol (album de Spirou et Fantasio : Panade à Champignac, pg 4).

### Expérimentations
- Cactus grimpant : il a greffé une plante grimpante sur le cactus, celui-ci a envahi toute la rédaction en un week-end (planche 678).
- Plante tropicale : envoyée par un lecteur d’Amérique du Sud, elle prend des proportions gigantesques grâce à un engrais de la composition de Gaston (planche 717).
- Cactus rampant : produit du croisement d'un cactus et d'un escargot. On le voit ramper sur le sol de la rédaction (planche 834).

### Pulvérisateurs divers
- Mini-avion : télécommandé, il transporte une bombe de poil à gratter (dessin de deuxième et troisième de couverture de l'album Gaffes et gadgets).
- Cire en extincteur : elle rend tout le bureau de Fantasio glissant, y compris Gaston, son usager (planche 480).
- Aérosol parfumé : a pour effet d’attirer des chevaux (planche 568) ;
- Aérosol parfumé : a pour effet de faire fondre les vêtements (planche 569).
- Maquillage en aérosol (texte).
- Chantilly en extincteur : a la particularité de se déclencher à l'improviste. Les pompiers tenteront de l'utiliser lors d'un incendie de la rédaction (ensemble de dessins).
- Anti-mite en bonbonne à fixer sur les armoires (planche 578).
- Bonbonne d’insecticide géante : à l'allumage, elle fait décoller Gaston (planche 580).
- Aérosol parfumé (planche 764).
- Aérosol parfumé : il émet une fumée noire opaque, c’est son « dernier petit défaut à éliminer » (planche 797).
- Poil à gratter en spray (uniquement mentionné par Prunelle) (planche 848).
- « Cire qui brille sans glisser » en aérosol, sur laquelle il est impossible de marcher, tellement elle glisse (planche 848).

### Prouesses techniques
- Mini-kart : fabriqué à partir d’une paire de patins à roulettes et d’un moteur de tondeuse à gazon (planche 394).
- Plus petite fusée du monde (planche 548).
- Avion de chasse miniature : il est perdu lors du premier essai, mais est retrouvé par un haut gradé de l’aviation (planche 589)[5].
- Télécommande pour avion miniature : fabriquée à partir d’un vieux transistor russe, elle est si puissante qu’elle peut diriger une station orbitale soviétique (planche 781).
- Armure pour souris (dessin unique).
- Tondeuse à gazon miniature : elle permet de tondre le jardin de sa tante Hortense sans couper les pâquerettes (planche 829).
- Avion radioguidé « le plus miniaturisé au monde » : Prunelle le prend pour une mouche et l'écrase avec son journal (planche 830)[4].

## Bricolages inutiles

### Futilités
- Armoire aux cent tiroirs : les tiroirs doivent s'ouvrir dans un ordre précis pour trouver les objets rangés dedans (texte).
- Plus grand attache trombone du monde : fabriqué avec des tuyaux de gaz (dessin unique).
- Avion en papier géant (dessin unique).
- Ballon de baudruche géant à sa propre effigie (planches 41 et 42).
- Ballon sauteur : il est fait dans la même matière que les balles rebondissantes et permet d’atteindre l’altitude d’un Boeing 707 (planche 513).
- Bouchon de radiateur à l’effigie de Longtarin (planche 786).
- Bulles de savon de couleur noire : on les obtient en mettant de l’encre de Chine dans l’eau (planche 59).
- Bulle de savon de très grande taille (planche 341).
- Cathédrale en allumettes (18647 exactement) (planche 5).
- Plus grand cerf-volant du monde : sa construction a été suggérée par Fantasio afin que Gaston puisse s’envoler loin de la rédaction (dessin unique).
- Chaussures montées sur ressorts (planche 74).
- Château de cartes : les cartes tiennent à l’aide de colle (planche 57).
- Clé à bougies : clé géante sur laquelle sont attachées deux bougies (texte).
- Clé très longue : permet à Gaston de déverrouiller la porte du bureau sans quitter sa chaise (planche 225).
- Cloche à fromage : cloche métallique dont le heurtoir est un morceau de gruyère (dessin unique).
- Émetteurs-récepteurs pour « communiquer avec un copain » : il s’agit en fait d’un combiné de téléphone dissimulé dans une boîte en bois (planche 211).
- Faux plafond : Gaston s’y cache pour faire croire à Prunelle et Lebrac qu’il est invisible. Il cédera bien entendu sous son propre poids (planche 549).
- Frein à disque : dispositif permettant de freiner les disques à microsillon (texte).
- Lampe à arc : lampe de plafond attachée à un arc (texte).
- Lampe à baïonnette : lampe électrique posée au bout de la baïonnette d’un fusil (dessin unique).
- L’œufantasio : œuf rose à l’effigie de Fantasio (dessin unique).
- Machine « à lire le destin de chacun directement dans les astres » : c’est en fait Jules qui est caché à l’intérieur d'un bureau et qui rédige le bulletin astrologique. Prunelle la transformera en « machine à rattraper le courrier en retard » en y enfermant Gaston (planche 666).
- Machine à faire des avions en papier : elle se fixe à la sortie d’une photocopieuse (planche 723)[6].
- Machine à faire des ronds de fumée (planche 626)[7].
- Machine à faire sauter les crêpes (dessin unique : album du cinquantenaire).
- Mastigaston : dispositif se fixant sur la tête étirant les joues à l’aide de deux ventouses afin de ne plus se mordre les joues lorsque l’on mange (texte)[3].
- Moteur à piston : moteur à explosion dont le vilebrequin actionne les pistons de deux trompettes alimentées par les gaz d’échappement dudit moteur (texte).
- Pic à glace : pic vert qui frappe un miroir (texte).
- Porte à tambour : porte qui fait frapper un tambour quand on l'ouvre (texte).
- Rasoir à deux têtes : permet à deux personnes de raser en même temps (texte).
- Ressort à boudin : ressort au bout duquel est accroché un boudin noir (dessin unique) ;
- Satellite artificiel : dispositif en fil de fer auquel est accrochée une petite boule tournant autour de la tête (dessin unique).
- Sucette géante : bricolage se plaçant sur les panneaux d'interdiction de stationner et faisant ressembler ceux-ci à des sucettes géantes (planche 485).
- Tyrolienne : Gaston traverse le bureau en lançant des œufs de Pâques comme s'il était une cloche (dessin unique).

### Objets inutiles par nature
- Ballon à retenir les gaz d’échappement : une fois celui-ci rempli, on le vide et toutes les personnes aux alentours sont asphyxiées (planche 448)[2].
- Ceinture de sécurité élastique : il l’a inventé à partir d’une vielle paire de bretelles pour ne pas perdre de temps quand il doit aller poster du courrier (planche 872)[2].
- Lampe de poche à énergie solaire : « elle n’a qu’un seul défaut, elle ne fonctionne qu'en plein soleil » (planche 868).
- Marteau électrique : il permet d’enfoncer un clou plus facilement mais se fixe lui-même avec deux clous (planche 54).
- Valise roulante à moteur électrique : les piles et le moteur occupent tout l’espace, il ne reste qu’un compartiment pour mettre le nécessaire de toilette (planche 833).

### Appeaux
- Appeau : celui-ci attire un oiseau non identifié (et non identifiable) à la fenêtre de son bureau (planche 220).
- Appeau à plombier-zingueur : l'appeau produit un bruit si horrible qu'il fait tomber du toit le plombier zingueur qui réparait la gouttière (planche 232).
- Appeau à moustiques (planche 771).
- Appeau à taupes (planche 774).
- Appeau à poulet : c’est en fait un sifflet qui rassemble instantanément tous les policiers du coin (planche 778).

### Bilboquets
- Bilboquet-casque à pointe : fabriqué à partir d’un casque à pointe de 1914 (trouvé dans le grenier de sa tante Hortense) et d’une boule de bilboquet. Gaston assomme Prunelle et asperge Lebrac d'encre de Chine en jouant avec avant de s'assommer lui-même (planche 510).
- Bilboquet à fil élastique : Longtarin brise accidentellement la vitrine d'une bijouterie, ce qui alerte la police (planche 558).
- Machine à jouer au bilboquet : au premier essai, elle assomme Gaston. Au second, elle se « suicide » (planche 768)[8].
- Bilboquet géant : fait à partir de la boule de bowling et d’une ventouse à déboucher. Il finit par briser le crâne de Gaston (planche 572).
- Bilboquet facile : fait à partir d'une meule d'emmental (dessin unique).

### Déguisements
La plupart des déguisements sont regroupés dans les pages « le bal à Gaston ». Ils sont généralement commentés d'un « mais si on danse ? ».
- Masque africain (dessin unique)
- Déguisement de centaure, Gaston étant à l'avant et M'oiselle Jeanne à l'arrière, sa queue de cheval constituant la queue du centaure (planche 224).
- Déguisement de culbuto (planche 259).
- Déguisement de chevalier : l'armure produit un bruit très fort (planche 457).
- Déguisement de marsupilami : la queue est constituée d’un tuyau d’arrosage (planches 601 et 606).
- Déguisement de kangourou : une aiguille est restée dans la couture et pique Gaston quand Prunelle marche sur la queue (planche 624).
- Déguisement de Flagada (planche 671).
- Déguisement d’extraterrestre (planche 749).
- Déguisement de robot (planche 777).
- Déguisement d’otarie (dessin unique).
- Déguisement de tortue (dessin unique).
- Déguisement de manche à air (dessin unique).
- Déguisement d’ « explorateur-qui-a-été-avalé-par-un-serpent » (dessin unique).
- Déguisement de fusée Vostok (dessin unique).
- Déguisement d’amphore grecque (dessin unique).
- Déguisement d’aéronaute (dessin unique).
- Déguisement de boîte de conserve (dessin unique).
- Déguisement de tour Eiffel (dessin unique).
- Déguisement de pompe à essence (dessin unique).
- Déguisement de pieuvre (dessin unique).
- Déguisement de hamburger (dessin unique).
- Déguisement de cactus (dessin unique).
- Déguisement d’escargot (dessin unique).
- Déguisement de juke-box (dessin unique).
- Déguisement de hanneton (dessin unique).
- Déguisement de champignon (dessin unique).
- Déguisement de cheminée (dessin unique).

### Parcmètres
À travers les gags sur les parcmètres, apparus à la fin des années 1970, Franquin « va trouver à la fois un accessoire récurrent pour une série de gags et un symbole de sa haine de l'autorité et des uniformes ».
- Parcmètre-geyser : il a détourné une canalisation d’eau (avec l’aide de Manu) pour faire une blague à Longtarin (planche 852).
- Parcmètre-fusée : encore pour faire une blague à Longtarin (planche 853).
- Parcmètre mobile : Gaston est dans le sous-sol et lui fait faire des mouvements de va-et-vient (planche 854).
- Parcmètre-machine à sous : quand Gaston paye, il tire sur une manette et des tonnes de pièces en sortent (planche 856).
- Parcmètre monté sur pied en caoutchouc : il s’en sert comme d’un punching-ball (planche 857).
- Parcmètre-distributeur de bonbons (planche 858).
- Parcmètres équipés de fusées-signal : quand le temps est écoulé, une fusée est lancée pour prévenir qu’il faut recharger. Il y a cependant tellement de fusées que Longtarin les rate toutes (planche 867).
- Parcmètre à télécommande : quand il faut le recharger, une simple pression sur un bouton donne droit à deux heures gratuites (planche 874).
- Le « castor » : machine (en forme de castor, comme son nom l’indique) à scier les parcmètres (planche 883).
- « Placide Nitrik » : chien télécommandé aspergeant d’acide la base des parcmètres (planche 883).
- Tirelire-parcmètre : tellement ressemblante que les passants le prennent pour un vrai (planche 815).
- Parcmètre-lierre : Gaston, Bertrand et Jules font pousser un lierre sur un parcmètre la nuit et arrivent avec des manifestants écologistes dès que Longtarin veut le cisailler. Pour payer à cet emplacement, il faut donner des graines de qualité à des oisillons de grive (planches 870 et 871).

### Divers
- « Les murs ont des oreilles » : œuvre d’art consistant en une oreille géante incrustée dans le mur de son bureau. Prunelle y glissera un magnétophone pour enregistrer les ronflements de Gaston (planche 703).
- Antenne de radio télescopique pour voiture : quand elle est rentrée entièrement, elle crève le pneu au-dessus duquel elle se trouve (planche 884).
- Appareil à mouvement perpétuel : petite boule rouge montée sur un ressort se déplaçant sans arrêt dans les bureaux. Il fonctionne, puisque cela fait 6 mois que Prunelle le croise plusieurs fois par jour (planche 889).
- Bombe en polystyrène : il l’utilise dans une manifestation anti-armement (planche 866).
- Bouteilles de boisson rafraîchissante à mettre sur le dos à la manière des bouteilles de plongeurs (planche de publicité pour la marque Orange-piedbœuf numéro PBF32).
- Chaise design en forme de ressort (planche 811)[1].
- Chaise en caoutchouc : chaise plutôt banale entièrement faite en latex que Gaston a fabriqué pour jouer un tour à Fantasio (planches 117, 144 et 176).
- Combiné bouillotte-thermos de café : quand Gaston s’assoit dessus, Fantasio est aspergé de café très chaud (planche 89).
- Combiné rasoir-moulin à café : l’ensemble ne pèse que 8 kilogrammes et fait « un café au poil » (texte).
- Corde pour ne pas se perdre dans le brouillard : tous les passants trébuchent dessus (planche 793).
- Cosmo-coucou : horloge murale imitant la cabine Apollo (planche 604).
- Ensemble combinaison de plongée-patins à glace (dessin unique).
- Escalier en livres : il l’a aménagé pour monter sur « la montagne de papier qui sert de documentation à la rédaction » (planche 816).
- Fil de téléphone amidonné : celui-ci n’est donc plus jamais tortillé, mais on ne peut plus raccrocher le téléphone (planche 107).
- Fusil-abat-jour : fabriqué à la demande de son ami Lapoire. Cependant, le fusil a été chargé par un ancêtre de Lapoire et il explose en envoyant du plomb dans les fesses d'un plombier (planche 893).
- Gant de boxe géant : fauteuil basé sur le même principe que la main géante, toutefois, c’est un prototype en plâtre armé, imitant si parfaitement le cuir que Prunelle en fera les frais (planche 711).
- Gastomobile : chaise munie d’un pédalier et d’une sorte de manette directionnelle pour « se déplacer en restant assis » (dessin unique).
- Jokari sans visibilité : jokari muni d’un long fil très élastique. Lorsque l’on y joue dans les couloirs, on ne voit pas la balle jusqu'à ce qu’elle revienne (planche 783).
- Labyrinthe de livres (planche 818).
- Machine en kit : « électrique, électronique et tout ça… ». On ne sait pas à quoi elle sert mais elle fait disjoncter toute la ville (planche 277).
- Machine à coller les timbres : elle fonctionne à l’aide d’un contrepoids assommant les personnes se trouvant dans le bureau de Boulier (planche 514).
- Machine à voler : fusée accrochée dans le dos mais dont la flamme est orientée vers les fesses (planche 166).
- Maquette de TGV (vraisemblablement à l’échelle O), reproduisant même la vitesse (planche 894).
- Maquette d’avion munie de vraies bombes miniatures (planche 827).
- Maquette de bateau (planche non numérotée).
- Mini bonnet à mettre sur le nez, c’est en fait sa tante Hortense qui le lui a fabriqué (planche 233).
- Moteur d’avion miniature : il se met en marche alors que Gaston est monté sur une chaise à roulettes, et celui-ci se déplace ainsi sans marcher (planche 453)[3].
- Objet indéterminé : sorte de petit robot ayant le plan de l’étage en mémoire et programmé pour revenir au bureau de Gaston (planche 888).
- Parapluie simulateur de beau temps : il y a des radiateurs miniatures sous les baleines, qui provoquent un coup de soleil en cas d'utilisation prolongée (planches 648).
- Parapluie électrique : il n’a pas de tissu et effraie les passants car il ressemble à une araignée géante (planche 661).
- Patins à glace à hélice : le chauffage du moteur fait fondre la glace (planche 494).
- Patins à roulettes électriques (planche promotionnelle Philips numéro 2)
- Pong : il semblerait bien que c’est Gaston en détournant le matériel informatique qui a inventé ce jeu (planche 868).
- Porte munie d’une chatière et tronquée en sa partie supérieure pour permettre le passage de la mouette, ainsi elle peut rester fermée et on évite les courants d’air (planche 810).
- Réseau d’aquariums : ensemble d’aquariums reliés entre eux et traversant toute la rédaction pour permettre à Bubulle de circuler librement (planche 785).
- Rétroviseur à piéton (planche 905).
- Santons pour la crèche : mademoiselle Jeanne prend l’âne pour une souris (planche 393).
- Superventilateur : fait à partir d’un moteur d’avion d’occasion, Fantasio prend cela pour une machine à sortir du bureau car il éjecte Gaston (planche 36).
- Système anti-tabac : il a en fait modifié la sensibilité du système anti-incendie afin que la fumée d’une cigarette le déclenche. Il « sauve ainsi nos poumons des ravages de l’affreux tabac » (planche non numérotée).
- Téléphone à fil-ressort : quand Prunelle décroche, le boîtier s'échappe et le frappe de manière répétée à plusieurs endroits du corps (planche 679).
- Téléphone à fil-ressort pétard : quand Prunelle décroche, un petit pétard puissant le rend à moitié sourd (planche 561).
- Véhicule se fixant sur les rampes d’escalier : celui-ci fonce dans le mur si l’escalier présente un virage à angle droit (planche 216).
- Véhicule à coussin d’air : fait à partir d’un zodiac et d’un moteur de tondeuse à gazon. Gaston n'avance pas, mais la moquette de l'étage est tondue (planche 479).
- Vélo électrique (planche promotionnelle Philips numéro 11).
- Voiture à deux volants « comme dans les vraies auto-écoles » : quand Gaston et Jeanne tournent dans deux directions opposées, la voiture de Gaston est écartelée (planche 358).
- Voiture à pédales : elle se fixe à l’arrière d’autres voitures à l’aide d’un grappin et l’on est petit à petit asphyxié par les gaz d’échappement (planche 665).
- Voiture électrique : il n’y a pas d’accumulateur, sa voiture est reliée par un fil à une prise de sa salle de bain (dessin unique).
- Téléphone transportable (G-phone) dans Le Retour de Lagaffe.

## Objets détournés de leur usage normal
- Antenne de télévision : fabriquée à partir de râteaux (planche 741).
- Aspiro-boîte : boîte aux lettres apportant le courrier dans la maison à l’aide du système de chauffage central à air pulsé de chez Bertrand, et ayant pour effet d’aspirer le bras des facteurs (planche 646).
- Bus transformé en accordéon géant : quand le bus soufflet articulé tourne, on entend mille accordéons qui jouent La Java bleue (planche publicitaire intitulée « Gaston, fou de bus ! »).
- Barbecue : fait à partir d’un vieux couvercle (planche 724).
- Bouée gonflable : utilisée pour remplacer un pneu creuvé (dessin unique).
- Bouilloire à ultrasons : Gaston essaie de réduire le bruit de sa bouilloire siffleuse en pinçant le sifflet sur l'ordre de Fantasio, mais pince tellement le sifflet qu'il produit des ultrasons attirant les chiens (planche 264).
- Bureau chauffant : un foyer à charbon se trouve à l’emplacement des tiroirs (planche 100).
- Cactus classeur : on peut disposer tous ses papiers sur ses épines (planche 645).
- Cahute de chantier : installée et utilisée comme place de parking en zone de stationnement interdit, terrain de chasse de l'agent Longtarin (planche 460).
- Chalumeau utilisé pour cuire de la nourriture (planche 347).
- Chauffe-eau destructeur de documents : Gaston a modifié le chauffe-eau en incinérateur, dans le but de détruire en outre son courrier en retard et les factures (planche 849).
- Élastiques de musculations utilisés comme hamac (planche 225).
- Escalier transformé en piste de ski pour de petits skieurs miniatures (texte).
- Extincteur transformé en téléphone : pour téléphoner avec Jules sans que Prunelle ne le sache (planche 906).
- Fusil à carottes : permet, en période de chasse, d’envoyer des carottes aux lapins (planche 639).
- Globe terrestre-ballon de basket-ball (planche 507).
- Lance-flammes : Gaston l'utilise pour faire fondre le verglas (planche 285).
- Lot d’essuie-main : il peut aller y dormir (planche 754).
- Machine à écrire lance-fléchettes (planche 65).
- Minigolf installé au grenier (planche 895).
- Moteur hors-bord : utilisé comme mixeur géant dans un camp d'étudiants (planche 425).
- Radiateur-bouilloire : l'eau bouillante sert pour le café[3].
- Radiateur-grille-pain : il monte en fait la chaudière à fond pour voir si l’on peut faire griller un toast sur un radiateur (planche 753).
- Scie musicale (planche 307).
- Système de communication utilisant la tuyauterie : l’eau passe désormais dans les conduites de gaz (planche 375).
- Téléphone utilisé comme bilboquet : Aimé De Mesmaeker n'arrive plus à joindre la rédaction de Spirou (planche 519).
- Tennis de bureau : il se pratique avec une boule de papier, et ce sont des poubelles à pédale qui font office de raquette (planche 783).
- Téléphone transformé en douche : gag monté par Gaston et Jules consistant à appeler la Compagnie des Bains-Douches pour leur demander de faire couler une douche à distance par les trous du combiné téléphonique, en réalité un faux pour impressionner Prunelle.
- Téléphone transformé en radio « afin d’agrémenter clandestinement ses longues heures de paresse » (planche 556).
- Trombone à coulisse déplié : utilisé pour parler à Fantasio d'une pièce à l'autre (planche 52).
- Vélo-chaise-diable : permet de transporter mouette rieuse, chat, livres, encrier, cartable, appareil, etc [9].

## Idées insolites
- Escabeau-échelle : permet à Gaston de créer un château de cartes d'une hauteur respectable (dessin unique).
- Jet d’eau installé dans un bureau du deuxième étage (planche 29).
- Champignons cultivés dans la chambre noire (planche 157).
- Piste de ski installée dans l’escalier : à base de feuilles de carton incurvées (planche 340).
- Perroquet remplaçant le klaxon de voiture (planche 357).
- Balançoire à cordes élastiques (planche 372).
- Balançoire horizontale élastique spéciale bureau (planche 462).
- Jokari à balle rebondissante (planche 591).
- Mouette rieuse employant son bec comme ouvre-boîte (planche 619)[10].
- Bottes pour chat : afin que celui-ci n'abîme plus les meubles avec ses griffes, elles le rendront cependant complètement fou (planche 635).
- Mouette utilisée comme bouchon de radiateur sur la voiture (planche 654).
- Billard géant : installé sur le sol du salon de réception dont il a enlevé tous les meubles (planche 747).
- Dispositif multi-robinets : placé au sommet d’un escalier, il permet à Bubulle de le remonter à la manière des saumons (planche 782).
- Mouette utilisée pour le transport des messages entre Gaston et Jules : comme il faut la nourrir à chaque voyage, elle finit par avoir une indigestion (planche 803).
- Voûte romane en livres (planche 844).
- Boomerang lancé par une arbalète (planche 845).
- Élevage de papillons utilisant le système anti-incendie pour reproduire la pluie tropicale (planche 898).
- Plantation de potirons sur le toit (planche 903).

## Musique
- Accordéon électrique (texte).
- Banjo à pilchards (texte).
- Gaffophone : « un instrument hybride entre une harpe africaine et une caisse de résonance en bois et peaux tendues, au son abominable » (planches 449, 451, 452, 458, 465, 467, 469, 481, 488, 552, 565, 576)[11].
- Gaffophone électrique (planche 600).
- Guitare électrique : fabriquée à partir d’une guitare sèche (planche 39).
- Guitare électrique émettrice (texte).
- Instrument de musique non identifié ressemblant à une guitare : il est basé sur le même principe que le gaffophone et a pour effet de faire tomber les épines des sapins (planche 542).
- Mini guitare : a pour effet de décoiffer mademoiselle Jeanne (dessin unique).
- Trombone à coulisse électrique (album de Spirou et Fantasio : Panade à Champignac, page 4).
- Trompette branchée sur l’échappement d’une moto (la « Sapetoku 750 » de son ami Degotte) (planche 825).
- Trompette branchée sur une bouteille d'air comprimé, sur les conseils de ses collègues lui ayant demandé d’arrêter, prétextant d'épargner ses poumons (planche 553).

## Objets réparés par Gaston
- Machine à écrire : le ressort est tellement fort qu'il frappe Fantasio au visage (planche 28).
- Machine à écrire : le ressort est éjecté de la machine à chaque fois que l’on tape sur une touche (planche 371).
- Machine à écrire : quand Fantasio tape une lettre, elle en tape une autre (planche 396).
- Réchaud d’occasion : entièrement retapé par Gaston, il explose au contact de la chaleur (planche 413).
- Réfrigérateur-cuiseur : Gaston a bricolé le moteur et transformé le réfrigérateur en four (planche 442).
- Moto : après avoir réparé la moto d’un ami, celle-ci roule à l’envers (planche 459).
- Couveuse d’occasion : retapée par Gaston, elle fait sauter les fusibles quand on allume la lumière pour voir à l'intérieur (planches 506 et 507).
- Tondeuse à gazon : il lui a mis des lames trop larges montées trop bas, elle traverse donc le plancher et atterrit sur la table à dessin de Lebrac (planche 511).
- Réveil transformé en radio : cela est dû au remontage simultané des deux appareils (planche 555).
- Chauffe-eau : réparé par Gaston, il explose au premier allumage (planche 586).
- Guirlande électrique : lorsqu'elle clignote, toutes les lumières de la ville font de même (planche 595).
- Tronçonneuse : réparée par Gaston, elle fait de l’auto-allumage (planche 695).
- Tourne-disque : Gaston a mal remonté le ressort, et celui-ci expulse tous les disques (planche 710).
- Violon : quand Gaston l'essaie, il reproduit le cri de combat qui paralyse (planche 765).
- Canapé en cuir : il a utilisé, pour le rénover, du plastique qu’il a ciré. À cause de la pression, les boutons sautent (planche 897).
- Briquet de table en forme de dragon : Gaston a remplacé l'essence par du palmitate, un produit incendiaire (texte).

## Fonctions vitales

### Repos
- Mini-hélicoptère à combustible : sert à maintenir le bout d’un hamac dans les airs, l’autre bout étant attaché à un arbre (dessin de couverture de l'album Gaffes et gadgets).
- Dispositif pour « travailler couché » (dessin unique).
- Duvet accroché à l’intérieur d’une armoire (planche 114).
- Machine-à-ne-plus-entendre-ronfler : boite capitonnée se mettant autour de la tête (planches 146 et 147).
- Appuie-tête-de-bureau : prolongement du dossier d’une chaise sur lequel est fixé un coussin. Fantasio le transformera, à l’aide d’un vérin, en « machine-à-replonger-le-Gaston-dans-son-travail » (planche 174).
- Main-fauteuil : un des ressorts saute (planche 590).
- Main-fauteuil : il se replie alors que Prunelle était en train de l'essayer (texte).
- Machine à ne pas se faire surprendre en train de dormir : ensemble de poulies et de cordes relevant la tête de Gaston quand quelqu’un ouvre sa porte (planche 780).
- Divan « crotte de mammouth » : il est rempli avec le courrier en retard (planche 766).
- Lit-voiture : Gaston a motorisé un lit et l’a fait homologuer pour qu’il puisse aller sur la route (planche 864).
- Fauteuil en forme de hamburger : il fond après que Gaston a essayé un vaporisateur de déodorisant de son invention (texte).

### Alimentation
- Mini-Atomium de Pâques : créé après avoir brisé un gros œuf en chocolat (qui en contenait de plus petits) (deuxième planche, non encore numérotée).
- Tireuse à bière installée dans son bureau : elle est reliée aux fûts à la cave par un tuyau de cuivre traversant toute la cage d’escalier (planche 70).
- Pouf : il a d’étonnantes propriétés : il est élastique et ultra rebondissant. On apprendra par la suite que c’est en fait un gâteau (planche 544).
- Alcool à flamber les crêpes : vraisemblablement du Grand Marnier, mais Gaston arrive à en faire un explosif (planche 582).
- « Cuisine d’épouvante » (dixit Lebrac) : Gaston oublie de mettre de l’eau dans un bain-marie et sa boite de conserve explose (planche 599).
- Machine à café : il en vient une goutte toutes les 5 minutes et est si noir que, selon Prunelle, « rien qu’à le respirer, on est bon pour une nuit blanche ». Quand Gaston le boit, il est très très énervé (planche 677).
- Sauce aux piments : tellement forte que Lebrac, qui y a goûté, court en hurlant (planche 688).
- Potage aux tomates : produit une fumée opaque et a une odeur chimique (planche 706).
- Café très très fort : Aimé De Mesmaeker, qui l'a bu, est si énervé qu'il détruit son stylo Parkerman en signant les contrats (planche 722).
- Cabillaud à l’ananas : produit une fumée épaisse que l’on confond avec celle d’un fumigène (planche 740).
- Omelette au chocolat granulé (texte).
- Crêpes montgolfières : crêpes s’envolant à la cuisson, il y a en fait mis par mégarde une peinture au latex prêtée par le concierge (planche 756).
- Morue aux fraises : dégage une odeur infecte semblable à celle d'un enduit utilisé par des ouvriers (planche 788).
- « Supersauce piquante aux piments » : elle ronge tout ce qu’il y a sur son passage. Gaston croit avoir créé quelque chose de vivant (planche 904).

## Objets publicitaires
Il arrive que des commerçants commandent des objets publicitaires à Gaston, ou bien que ce dernier fasse de la publicité au journal de sa propre initiative. Il est à noter que ces accessoires sont souvent réalisés - sinon avec sérieux- avec très grand soin et un réalisme parfois stupéfiant, source de gags variés.
- Feu tricolore : fait de bois, de carton, de trois piles de torche électrique et arborant un feu rouge allumé en permanence. Il a été commandé par un magasin pour orner sa vitrine et Gaston bloque la circulation en le laissant posé sur le trottoir (planche 318).
- Porte-clé-ballon à hélium : fait s'envoler toutes les clés d'Aimé De Mesmaeker (planche 445).
- Horloge de façade : Gaston doit la remonter tous les deux jours et tout le monde regarde en bas s'il va se casser la figure (planche 499).
- Pancartes publicitaires : placées à l’entrée de la rédaction, elles incitent les passants à y entrer (planche 521).
- Mouche géante : objet publicitaire commandé par un grand magasin qui terrorise tout un quartier par son « réalisme » (planche 566).
- Réveil géant : servant d'enseigne à une horlogerie. Gaston le transforme en un vrai réveil qui sonne à 5 heures du matin et réveille tout le quartier (planche 660).
- Tube de mousse à raser : Gaston fait de la publicité pour la mousse à raser Razara avec un tube fixé sur le toit de sa voiture, ce tube pose des problèmes à la douane (planche 719).
- Objets de farces et attrapes : Gaston doit passer la frontière avec différents produits de farces et attrapes, ce qui pose quelques problèmes (planche 728).
- Chaussure géante : commande publicitaire pour un grand chausseur (planche 768 et 769).